# الشطب (أسوان)
قرية الشطب هي إحدى القرى التابعة لمركز دراو في محافظة أسوان في جمهورية مصر العربية.